# 佐藤楓 (サッカー選手)
佐藤 楓（さとう かえで、1992年1月4日 - ）は、大分県大分市出身の元女子サッカー選手、元女子フットサル選手。現役時代のポジションはディフェンダー、フォワード。

## 経歴

### ユース
小学校時代に兄の後を追う形でサッカーを始める。中学校入学と同時に「足元のプレーがうまくなりたかった」とHOYOスカラブFCに入団し、フットサルを本格的に始めた。2007年には九州女子サッカーリーグで21得点を挙げ得点王となった。

### シニア
2011年、19歳のときにHOYOスカラブから日本女子サッカーリーグ特別指定選手として福岡J・アンクラスに入団、2012年に完全移籍した。
2013年、スペランツァFC大阪高槻に移籍。高槻に移籍してからはクラブの要請もあり、サッカーに専念することになった。
2017年から伊賀フットボールクラブくノ一に移籍。
同年12月、マイナビベガルタ仙台レディースへ完全移籍することが発表された。
2025年5月9日に2024-25シーズン限りで引退することを発表した。

### 代表
2011年にU-19サッカー日本女子代表に招集され、ベトナムで開催されたAFC U-19女子選手権2011メンバー入りしている。一方ではフットサル選手としてもフットサル日本女子代表に招集され、世界女子フットサルトーナメントに2回出場（2011年、2012年）した経歴を持っている。
2013年9月、日本女子A代表に初招集され、同月26日のナイジェリア代表戦でベンチ入りした。2014年にはラ・マンガ国際大会に出場するU-23日本女子代表に選出された。2015年の東アジアカップでは予備登録メンバーに登録された。

## 個人成績

### クラブ
| クラブ                         | シーズン | リーグ      | 背番号 | リーグ戦 | リーグ戦 | カップ戦 | カップ戦 | リーグ杯 | リーグ杯 | UEFA / AFC | UEFA / AFC | 合計 | 合計 |
| クラブ                         | シーズン | リーグ      | 背番号 | 出場     | 得点     | 出場     | 得点     | 出場     | 得点     | 出場       | 得点       | 出場 | 得点 |
| ------------------------------ | -------- | ----------- | ------ | -------- | -------- | -------- | -------- | -------- | -------- | ---------- | ---------- | ---- | ---- |
| 福岡J・アンクラス              | 2011     | なでしこ    | 25     | 6        | 2        | -        | -        | —        | —        | —          | —          | 6    | 2    |
| 福岡J・アンクラス              | 2012     | なでしこ    | 10     | 18       | 0        | 0        | 0        | 4        | 0        | —          | —          | 22   | 0    |
| 福岡J・アンクラス              | 通算     | 通算        | 通算   | 24       | 2        | 0        | 0        | 4        | 0        | 0          | 0          | 28   | 2    |
| スペランツァFC大阪高槻         | 2013     | なでしこ    | 8      | 17       | 2        | 2        | 0        | 8        | 0        | —          | —          | 27   | 2    |
| スペランツァFC大阪高槻         | 2014     | チャレンジ  | 8      | 18       | 5        | 1        | 0        | —        | —        | —          | —          | 19   | 5    |
| スペランツァFC大阪高槻         | 2015     | なでしこ1部 | 8      | 23       | 2        | 2        | 1        | —        | —        | —          | —          | 25   | 3    |
| コノミヤ・スペランツァ大阪高槻 | 2016     | なでしこ1部 | 8      | 18       | 2        | 1        | 1        | 8        | 0        | —          | —          | 27   | 3    |
| コノミヤ・スペランツァ大阪高槻 | 通算     | 通算        | 通算   | 76       | 11       | 6        | 2        | 16       | 0        | 0          | 0          | 98   | 13   |
| 伊賀FCくノ一                   | 2017     | なでしこ1部 | 9      | 18       | 3        | 1        | 0        | 7        | 2        | —          | —          | 26   | 5    |
| マイナビベガルタ仙台レディース | 2018     | なでしこ1部 | 19     | 13       | 1        | 2        | 0        | 6        | 0        | —          | —          | 21   | 1    |
| マイナビベガルタ仙台レディース | 2019     | なでしこ1部 | 19     | 9        | 1        | 0        | 0        | 5        | 0        | -          | -          | 14   | 1    |
| マイナビベガルタ仙台レディース | 2020     | なでしこ1部 | 19     | 17       | 0        | 3        | 0        | —        | —        | —          | —          | 20   | 0    |
| マイナビ仙台レディース         | 2021-22  | WE          | 19     | 13       | 1        | 1        | 0        | —        | —        | —          | —          | 14   | 1    |
| マイナビ仙台レディース         | 2022-23  | WE          | 19     | 17       | 0        | 1        | 0        | 4        | 1        | —          | —          | 22   | 1    |
| マイナビ仙台レディース         | 2023-24  | WE          | 19     | 7        | 0        | 2        | 0        | 4        | 0        | -          | -          | 13   | 0    |
| マイナビ仙台レディース         | 2024-25  | WE          | 19     | 10       | 0        | 2        | 0        | 3        | 0        | -          | -          | 15   | 0    |
| マイナビ仙台レディース         | 通算     | 通算        | 通算   | 86       | 3        | 11       | 0        | 22       | 1        | 0          | 0          | 119  | 4    |
| 通算                           | 日本     | 日本        | 1部    | 186      | 14       | 17       | 2        | 49       | 3        | 0          | 0          | 252  | 19   |
| 通算                           | 日本     | 日本        | 2部    | 18       | 5        | 1        | 0        | 0        | 0        | 0          | 0          | 19   | 5    |
| 総通算                         | 総通算   | 総通算      | 総通算 | 204      | 19       | 18       | 2        | 49       | 3        | 0          | 0          | 271  | 24   |

1. ↑  特別指定選手

- 日本女子サッカーリーグ
  - 初出場 - 2011年4月10日 なでしこリーグ 第4節 ASエルフェン狭山戦 (博多の森陸上競技場)[16]
  - 初得点 - 2011年4月10日 なでしこリーグ 第4節 ASエルフェン狭山戦 (博多の森陸上競技場)[16]
  - 通算100試合出場 - 2016年10月23日 なでしこリーグ1部 第18節 INAC神戸レオネッサ戦 (三木総合防災公園陸上競技場)
  - 通算150試合出場 - 2020年9月20日 なでしこリーグ1部 第11節 アルビレックス新潟レディース戦 (新潟市陸上競技場)

- WEリーグ
  - 初出場 - 2021年9月12日 第1節 ノジマステラ神奈川相模原戦 (ユアテックスタジアム仙台)[17]
  - 初得点 - 2022年4月24日 第18節 ちふれASエルフェン埼玉戦 (ユアテックスタジアム仙台)[17]

### 代表

#### フルコート
- U-19日本女子代表
  - 2011年 - AFC U-19女子選手権2011
- U-23日本女子代表
  - 2014年 - ラ・マンガ国際大会
- 日本女子代表

#### フットサル
- フットサル日本女子代表
  - 2011年 - 第2回世界女子フットサルトーナメント
  - 2012年 - 第3回世界女子フットサルトーナメント

## タイトル

### 代表
- U-19日本女子代表
  - AFC U-19女子選手権: 1回 (2011)